# Bol'šoj Enisej
Il Bol'šoj Enisej (in russo Grande Enisej; anche conosciuto come Bij Chem, Бий-Хем) è un fiume della Russia siberiana meridionale (Tuva), ramo sorgentifero di destra dello Enisej.
Nasce dal lago Kara-Balyk nei monti Sajany al confine fra la Repubblica di Tuva e la Repubblica Autonoma dei Buriati; scorre verso ovest, descrivendo un'ampia ansa verso sud ed entrando nella depressione di Tuva per congiungersi al suo gemello Malyj Enisej nei pressi di Kyzyl, originando lo Enisej.
I principali affluenti sono Chamsara, Systyg-Chem, Ujuk, tutti provenienti dalla destra idrografica; il principale centro urbano toccato nel suo corso è Toora-Chem. A causa del clima, il fiume congela in superficie per circa 6 mesi l'anno, da novembre ad aprile; nei restanti mesi, è navigabile fino a 285 km a monte della foce.